# Paul Topinard
Paul Topinard (4. listopadu 1830 L'Isle-Adam – 20. prosince 1911 Paříž) byl francouzský antropolog a lékař, zakladatel vývojové antropologie na pařížské univerzitě. Byl vědeckým tajemníkem Francouzské antropologické společnosti. Topinard se zabýval klasifikací lidských ras a typů v Evropě a rozdělením antropologie na obecné studium lidského druhu a na studium různých lidských ras a skupin.

## Dílo
- Quelques aperçus sur la chirurgie anglaise, 1860
- Étude sur les races indigènes de l'Australie, 1872
- L'Anthopologie, 1877
- Éléments d'anthropologie générale, 1885
- L'Homme dans la nature, 1891
- Science et foi. L'anthropologie et la science sociale, 1900